# Contre-la-montre par équipes de cyclisme sur route aux Jeux olympiques d'été de 1960
Navigation
Tokyo 1964
Le 100 km contre-la-montre par équipes de cyclisme sur route des Jeux olympiques d'été de 1960, a lieu le 26 août 1960. Cette nouvelle épreuve remplace la course par équipes, dont le classement était réalisé en prenant en compte les résultats des trois meilleurs coureurs de chaque pays lors de la course individuelle.
Ce contre-la-montre par équipes a lieu sur un parcours d'environ 100 km. Le départ et l'arrivée se font face au vélodrome olympique. Les équipes effectuent trois tours de circuit sur la Via Cristoforo Colombo,.
La course est remportée par l'équipe d'Italie, composée de Antonio Bailetti, Ottavio Cogliati, Giacomo Fornoni, Livio Trapè, qui parcourent les cent kilomètres en 2 h 14 min 33 s 53, soit à une vitesse moyenne de 44,589 km/h. Ils devancent les Allemands Gustav-Adolf Schur, Egon Adler, Erich Hagen et Günter Lörke, et les Soviétiques Viktor Kapitonov, Evgeni Klevtzov, Youri Melikhov et Alexeï Petrov,.

## Classement
| Rang                                                             | Cyclistes                                                                 | Pays                       | Temps              |
| ---------------------------------------------------------------- | ------------------------------------------------------------------------- | -------------------------- | ------------------ |
| Médaille d'or, Jeux olympiques                                   | Antonio Bailetti Ottavio Cogliati Giacomo Fornoni Livio Trapè             | Italie                     | 2 h 14 min 33 s 53 |
| Médaille d'argent, Jeux olympiques                               | Gustav-Adolf Schur Egon Adler Erich Hagen Günter Lörke                    | Équipe unifiée d'Allemagne | 2 h 16 min 56 s 31 |
| Médaille de bronze, Jeux olympiques                              | Viktor Kapitonov Evgeni Klevtzov Youri Melikhov Alexeï Petrov             | Union soviétique           | 2 h 18 min 41 s 67 |
| 4                                                                | Jan Hugens René Lotz Ab Sluis Lex van Kreuningen                          | Pays-Bas                   | 2 h 19 min 15 s 71 |
| 5                                                                | Owe Adamsson Gunnar Göransson Osvald Johansson Gösta Pettersson           | Suède                      | 2 h 19 min 36 s 37 |
| 6                                                                | Ion Cosma Gabriel Moiceanu Aurel Şelaru Ludovic Zanoni                    | Roumanie                   | 2 h 20 min 18 s 91 |
| 7                                                                | Henri Duez François Hamon Roland Lacombe Jacques Simon                    | France                     | 2 h 20 min 36 s 38 |
| 8                                                                | Ignacio Astigarraga Juan Sánchez José Antonio Momeñe Ramón Sáez           | Espagne                    | 2 h 21 min 34 s 59 |
| 9                                                                | Erwin Jaisli Roland Zöffel René Rutschmann Hubert Bächli                  | Suisse                     | 2 h 22 min 9 s 63  |
| 10                                                               | Bogusław Fornalczyk Wiesław Podobas Jan Chtiej Mieczysław Wilczewski      | Pologne                    | 2 h 23 min 44 s 16 |
| 11                                                               | Bill Freund Michael Hiltner Wes Chowen Rob Tetzlaff                       | États-Unis                 | 2 h 24 min 0 s 97  |
| 12                                                               | Ricardo Senn Gabriel Niell (en) Federico Cortés (en) Pedro Simionato (en) | Argentine                  | 2 h 24 min 13 s 47 |
| 13                                                               | Peter Deimböck Fritz Inthaler Kurt Postl Kurt Schweiger                   | Autriche                   | 2 h 24 min 33 s 92 |
| 14                                                               | Bill Bradley William Holmes Jim Hinds Ken Laidlaw                         | Grande-Bretagne            | 2 h 24 min 59 s 02 |
| 15                                                               | Ivan Levačić Veselin Petrović Janez Žirovnik Nevenko Valčić               | Yougoslavie                | 2 h 25 min 35 s 15 |
| 16                                                               | Rubén Darío Gómez Roberto Buitrago Pablo Hurtado Hernán Medina Calderón   | Colombie                   | 2 h 25 min 39 s 88 |
| 17                                                               | Boyan Kotsev Dimitar Kotev Ognyan Toshev Stoyan Georgiev Demirev          | Bulgarie                   | 2 h 26 min 20 s 48 |
| 18                                                               | Benoni Beheyt Willy Monty Willy Vanden Berghen Yvan Covent                | Belgique                   | 2 h 27 min 11 s 12 |
| 19                                                               | Mohamed Ben Mohamed Mohamed Ghandora Abdallah Lahoucine Ahmed Omar        | Maroc                      | 2 h 27 min 41 s 35 |
| 20                                                               | Paul Nyman Unto Hautalahti Raimo Honkanen Matti Herronen                  | Finlande                   | 2 h 27 min 47 s 68 |
| 21                                                               | Warren Scarfe Garry Jones Alan Grindal Frank Brazier                      | Australie                  | 2 h 29 min 43 s 54 |
| 22                                                               | Nico Pleimling René Andring Louis Grisius Raymond Bley                    | Luxembourg                 | 2 h 30 min 36 s 30 |
| 23                                                               | José Ferreira Francisco Mujica Arsenio Chirinos Víctor Chirinos           | Venezuela                  | 2 h 30 min 52 s 30 |
| 24                                                               | Armando Martínez Filiberto Mercado Luis Zárate                            | Mexique                    | 2 h 31 min 39 s 24 |
| 25                                                               | José Pacheco Mário Silva Francisco Valada Ramiro Martins                  | Portugal                   | 2 h 33 min 19 s 61 |
| 26                                                               | Sanusi Rusli Hamsjin Theo Polhaupessy Hendrik Brocks                      | Indonésie                  | 2 h 34 min 29 s 98 |
| 27                                                               | Bechir Mardassi Mohamed Touati Ali Ben Ali Mohamed El-Kemissi             | Tunisie                    | 2 h 36 min 5 s 54  |
| 28                                                               | Guremu Demboba Kouflu Alazar Amousse Tessema Negousse Mengistou           | Éthiopie                   | 2 h 38 min 34 s 08 |
| 29                                                               | John Bugeja Paul Camilleri Joseph Polidano                                | Malte                      | 2 h 44 min 35 s 56 |
| 30                                                               | Pak Jong-hyeon Lee Seung-hun No Do-cheon Jo Jae-hyeon                     | Corée du Sud               | 2 h 53 min 9 s 51  |
|                                                                  | Knud Enemark Jensen Vagn Bangsborg Niels Baunsøe Jørgen Jørgensen         | Danemark                   | abandon            |
| Salvatore Palmucci Sante Ciacci Domenico Cecchetti Vito Corbelli | Saint-Marin                                                               | abandon                    |                    |